# Ismaila Soro
Ismaila Soro né le 7 mai 1998 à Yakassé-Mé en Côte d'Ivoire, est un footballeur international ivoirien. Il évolue au poste de milieu défensif au Beitar Jérusalem.

## Biographie

### Carrière en club

#### Débuts professionnels
Ismaila Soro est formé au Moossou FC en Côte d'Ivoire, il débute toutefois en Moldavie avec le club du FC Saxan. Il dispute 22 matchs pour ce club.
En 2017, Ismaila Soro rejoint le FK Homiel, en Biélorussie.
En janvier 2018, Soro rejoint le Bnei Yehoudah, où il devient un joueur important de l'équipe. Avec ce club, il remporte la Coupe d'Israël lors de la saison 2018-2019. Il participe à la finale qui a lieu le 15 mai 2019 contre le Maccabi Netanya, en étant titularisé. Les deux équipes font match nul au terme du temps réglementaire et se départagent aux tirs au but, séance durant laquelle le Bnei Yehoudah sort vainqueur.

#### Celtic Glasgow
Le 27 janvier 2020, Ismaila Soro signe en faveur du Celtic Glasgow,.

#### Beitar Jerusalem
Le 1er septembre 2023, Ismaila Soro quitte définitivement le Celtic Glasgow afin de rejoindre Israël pour s'engager en faveur du Beitar Jérusalem,.

### En sélection
En mai 2021, Ismaila Soro est convoqué pour la première fois avec l'équipe nationale de Côte d'Ivoire, par le sélectionneur Patrice Beaumelle. Il honore sa première sélection le 11 juin 2021, face au Ghana. Il entre en jeu à la place d'Ibrahim Sangaré lors de cette rencontre où les deux équipes se séparent sur un match nul (0-0).

## Palmarès
Bnei Yehoudah
- Coupe d'Israël (1) :
  - Vainqueur : 2018-19.

 Celtic Glasgow
- Championnat d'Écosse :
  - Champion : 2020 et 2022.
- Coupe d'Écosse :
  - Vainqueur : 2020